# This Time Around (Michael Jackson)
This Time Around è un singolo promozionale di Michael Jackson del 1995 estratto dall'album HIStory e pubblicato dalla Epic Records.

## Descrizione
This Time Around è stato estratto come quarto singolo promozionale dall'album HIStory: Past, Present and Future - Book I.  Vede la partecipazione del rapper The Notorious B.I.G.. Un suo remix è presente nel disco Blood on the Dance Floor: HIStory in the Mix del 1997.
Non è mai stato pubblicato come singolo vero e proprio, ma solo come promo per le radio statunitensi nel periodo di promozione di HIStory.
Fu il secondo singolo di fila di Jackson in USA ad essere pubblicato solo come singolo promozionale per le radio dopo Earth Song, anch'esso non uscito in CD negli Stati Uniti.
Fu trasmesso per la prima volta nel dicembre del 1995, per promuovere lo speciale Michael Jackson: One Night Only di HBO poi cancellato.
La canzone raggiunse la posizione numero #23 della classifica Hot R&B/Hip-Hop Songs della Billboard, per le canzoni trasmesse più frequentemente alle radio.

## Tracce
CD promo 2x12" Stati Uniti
1. This Time Around (D.M. Mad Club Mix) – 10:23
2. This Time Around (D.M. Radio Mix) – 4:05
3. This Time Around (Maurice's Club Around Mix) – 9:00
4. This Time Around (Georgie's House N Around Mix) – 6:04
5. This Time Around (The Timeland Dub) – 7:22
6. This Time Around (The Neverland Dub) (Aftermath) – 7:46
7. This Time Around (The Don's Control This Dub) – 4:30
8. This Time Around (UBQ's Opera Vibe Dub) – 7:00
9. This Time Around (D.M.'s Bang Da Drums Mix) – 6:34

CD promo 12" Stati Uniti 1
1. This Time Around (Dallas Main Extended Mix) – 7:15
2. This Time Around (Maurice's Hip Hop Around Mix) – 4:25
3. This Time Around (Maurice's Hip Hop Around Mix) – 4:25
4. This Time Around (Dallas Main Mix) – 6:40
5. This Time Around (Dallas Main Mix) – 6:40
6. This Time Around (Album Instrumental) – 4:12

CD promo 12" Stati Uniti 2
1. This Time Around (Uno Clio 12" Master Mix) – 9:25
2. This Time Around (D.M. AM Mix) – 7:47
3. This Time Around (D.M. Mad Dub) – 8:00
4. This Time Around (Uno Clio Dub Mix) – 8:06

CD promo Europa
1. This Time Around (D.M. Radio Mix) – 4:05
2. This Time Around (Dallas Radio Remix) – 4:31
3. This Time Around (Maurice's Club Around Radio Mix) – 4:00
4. This Time Around (Maurice's Hip Hop Around Mix) – 4:18
5. This Time Around (David Mitson Clean Edit) – 4:21

CD promo This Time Around/Earth Song Stati Uniti
1. This Time Around (Dallas Clean Album Remix) – 4:12
2. This Time Around (David Mitson Clean Edit) – 4:21
3. This Time Around (Dallas Radio Remix) – 4:31
4. This Time Around (Dallas Radio Remix) – 4:31
5. This Time Around (Maurice's Hip Hop Around Mix) – 4:18
6. This Time Around (Maurice's Hip Hop Around Mix) – 4:25
7. This Time Around (Maurice's Club Around Radio Mix) – 4:00
8. This Time Around (D.M. Radio Mix) – 4:05
9. Earth Song (Radio Edit) – 4:58
10. Earth Song (Album Version) – 6:46
11. Earth Song (Hani's Radio Experience) – 3:33

## Classifica
| Classifica (1995/1996) | Posizione massima |
| ---------------------- | ----------------- |
| Stati Uniti (Dance)    | 18                |
| Stati Uniti (R&B)      | 23                |
| Stati Uniti            | 36                |